# Bitte schön!
Bitte schön!, op. 368, är en polka-française av Johann Strauss den yngre. Den framfördes första gången sommaren 1875.

## Historia
Efter den stora framgången med sin tredje operett Läderlappen fick Johann Strauss rådet från vänner och journalister att nästa gång välja ett ämne som utspelades i hemstaden Wien. Librettisterna Camillo Walzel och Richard Genée utgick från en påstådd händelse som ägde rum i Wien 1783 vid 100-årsfirandet av stadens befrielse från turkarna: den italienske äventyraren och ockultisten Alessandro Cagliostro besökte Wien och duperade hela staden med sina bedrägliga tricks. Men det goda samarbetet mellan text och musik, som hade varit så påtaglig i Läderlappen, saknades nu helt. Premiären av Cagliostro in Wien, som ägde rum på Theater an der Wien den 27 februari 1875, blev visserligen en stor framgång men operetten framfördes endast 56 gånger. 
I akt I av operetten har Cagliostro förvånat en folkmassa genom att till synes ha väckt en död till liv. I akt II stormar sex gamla kvinnor Cagliostros laboratorium och i en sextett (Nr. 9) ber de honom att göra dem unga med sin patentmedicin: "Bitte schön, bitte schön, o mach’ uns jung, mach’ uns schön, wir bitten schön". Det är denna sextett (som fick repriserar på premiären och vilken Fremden-Blatt den 3 mars 1875 kallade för "en dansant polka med spännande effekt") som inte bara gav titeln till polkan men även bidrog med dess två första teman (1A och 1B). Musiken i trio-delen återfinns dock inte i operetten, så antingen togs den bort före premiären eller så komponerade Strauss helt nya musik till det separata orkesterstycket.
Det har inte gått att med säkerhet datera styckets första framförande. Efter premiären av Cagliostro in Wien for Johann Strauss till Paris för att övervara repetitionerna av La Reine Indigo, den franska versionen av hans första operett Indigo und die 40 Räuber, och det fanns ingen tid till att arrangera den nya polkan förrän efter hemkomsten till Wien i maj. Med stor säkerhet hade Capelle Strauss verket på sitt konsertprogram den sommaren, troligen dirigerad av Eduard Strauss. Militärorkestrarna var alltid snabba på att ta in Strauss senaste verk i sin repertoar och Bitte schön! var inget undantag. Trots att Friedrich Schreibers förlag inte publicerade verket förrän i november 1875 så måste det ha varit tillgängligt då Josef Hellmesberger junior dirigerade ett framförande av Bitte schön! den 8 september 1875.

## Om polkan
Speltiden är ca 3 minuter och 50 sekunder plus minus några sekunder beroende på dirigentens musikaliska tolkning.
Polkan var ett av sex verk där Strauss återanvände musik från operetten Cagliostro in Wien:
- Cagliostro-Quadrille, Kadrilj, Opus 369
- Cagliostro-Walzer, Vals, Opus 370
- Hoch Österreich!, Marsch, Opus 371
- Bitte schön!, Polka-francaise, Opus 372
- Auf der Jagd, Polka-Schnell, Opus 373
- Licht und Schatten, Polkamazurka, Opus 374